# Challenger de Carson
El USTA LA Tennis Open es un torneo profesional de tenis. Pertenece al ATP Challenger Series. Se disputó entre los años 2005 y 2010 sobre pistas duras, en Carson (California), Estados Unidos.

## Palmarés

### Individuales
| Año      | Campeón            | Finalista        | Resultado     |
| -------- | ------------------ | ---------------- | ------------- |
| 2010     | Donald Young       | Robert Kendrick  | 6–4, 6–4      |
| 2009 (2) | Michael Russell    | Michael Yani     | 6–1, 6–1      |
| 2009 (1) | Wayne Odesnik      | Scoville Jenkins | 6–4, 6–4      |
| 2008     | Amer Delic         | Alex Bogomolov   | 7–6(5), 6–4   |
| 2007     | Alex Bogomolov Jr. | Kei Nishikori    | 6–4, 6–3      |
| 2006     | No se disputó      | No se disputó    | No se disputó |
| 2005     | Justin Gimelstob   | Amer Delic       | 7–6(5), 6–2   |

### Dobles
| Año      | Campeones                            | Finalistas                       | Resultado         |
| -------- | ------------------------------------ | -------------------------------- | ----------------- |
| 2010     | Brian Battistone Nicholas Monroe     | Artem Sitak Leonardo Tavares     | 5–7, 6–3, [10–4]  |
| 2009 (2) | Harsh Mankad Frederik Nielsen        | Carsten Ball Travis Rettenmaier  | 6–4, 6–4          |
| 2009 (1) | Scott Lipsky David Martin            | Lester Cook Donald Young         | 7–6(3), 4–6, 10–6 |
| 2008     | Carsten Ball Travis Rettenmaier      | Ryler DeHeart Daniel King-Turner | 6–4, 6–2          |
| 2007     | Rajeev Ram Bobby Reynolds            | Víctor Estrella Alberto Francis  | 7–6(8), 6–2       |
| 2006     | No se disputó                        | No se disputó                    | No se disputó     |
| 2005     | Goran Dragicevic Jan-Michael Gambill | Cody Conley Ryan Newport         | 6–4, 6–3          |